# Gabrielli
Gabrielli (también conocida como Gabrielli de Gubbio) es una familia feudal de Gubbio (Umbría), considerada una de las más antiguas de Italia. Sus herederos se sitúan en Italia, España, Francia, Alemania, Austria (Gabrielli del Tirol) y fuera de Europa en Estados Unidos y Canada.
Algunos historiadores remontan sus orígenes a la época romana y afirman que descienden del emperador Caracalla; sin embargo, los primeros documentos históricos que mencionan a la familia aparecen solo en el siglo X, cuando el Papa Esteban VII otorgó el Cante Gabrielli (según algunos genealogistas). Algunos castillos en el centro de Italia, y especialmente el castillo de Luceoli, que pasó a llamarse Cantiano (es decir, que pertenece al Cante) en su honor.